# Супа (Казерта)
Супа је насеље у Италији у округу Казерта, региону Кампанија.
Према процени из 2011. у насељу је живело 229 становника. Насеље се налази на надморској висини од 139 м.